# Marsoui
Marsoui est une municipalité de village en Haute-Gaspésie, au Québec (Canada).

## Toponymie
Son nom est une altération du mot micmac « malseoui » qui signifie « silex ».

## Histoire

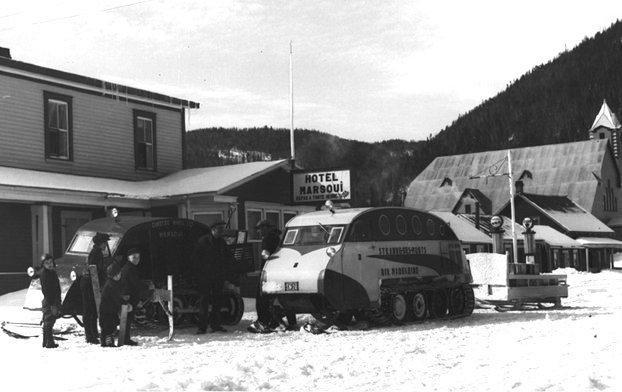
Deux autoneiges devant l'Hôtel Marsoui, vers 1949

Les premiers à s'établir à Marsoui furent James et Patrick Henley en 1836 et ils furent suivis, par la suite, par d'autres familles.
En 1911, des petites scieries furent implantées à Marsoui.
En 1923, Marsoui fut érigé civiquement. En 1938, la paroisse catholique de Marsoui fut érigée canoniquement.
En 1945, une mine de plomb et de zinc opérée par la compagnie Candego Mines fut implantée dans l'arrière-pays de Marsoui. Elle ferma en 1954.

## Géographie
Le village de Marsoui est localisé sur la rive sud du fleuve Saint-Laurent à 34 km à l'est de Sainte-Anne-des-Monts, à 134 km à l'est de Matane, à 512 km au nord-est de Québec et à 180 km à l'ouest de Gaspé. L'embouchure de la rivière Marsoui est située au cœur du village de Marsoui. Les rivières Marsoui et Marsoui Est coulent entièrement dans la municipalité, leur confluence se situe en amont de l'embouchure de la rivière Marsoui dans l'estuaire maritime du Saint-Laurent.
La municipalité est traversée par la route 132 qui longe toute la côte sud du fleuve et du golfe Saint-Laurent. À partir du village de Marsoui, la route 142 descend vers le sud pour traverser la réserve faunique des Chic-Chocs et rejoint la route 299 qui traverse le parc de la Gaspésie.

## Démographie
| 1996 | 2001 | 2006 | 2011 | 2016 | 2021 |
| ---- | ---- | ---- | ---- | ---- | ---- |
| 440  | 373  | 341  | 309  | 275  | 289  |

Au recensement de 2006, on y a dénombré 341 habitants. Tandis qu'en 2011, le recensement canadien indique 309 habitants, soit une baisse de 9,4%. Ce dernier recensement dénombre 177 logements privés dont 141 sont occupés par des résidents habituels. La densité de la population est de 1,7 habitant au km². De plus, 305 individus parlent français.

## Économie
Les principales activités économiques de la région sont axées sur l'exploitation forestière, le sciage de résineux de  et l’aménagement forestier . En 2021, les principales en exploitation sont : 3B , La coulée d'élixir et la Villa des érable (érablières commerciales) et l’usine Bois Marsoui GDS (scierie).

## Vivre à Marsoui
La localité est dotée de plusieurs services (CLSC, salon de coiffure, Caisse populaire, restaurations/dépanneur, centre récréatif, tennis, bureau de poste, école primaire, camping, accès à de nombreux lacs et sentiers récréo-touristique).

## Administration
Les élections municipales se font en bloc pour le maire et les six conseillers.
| Marsoui Maires depuis 2001                                                                                           |                    |         |          |
| Élection | Maire              | Qualité | Résultat |
| 2001 | Clément Gagné      |         | Voir     |
| 2005 | Jovette Gasse      |         | Voir     |
| 2009 | Jovette Gasse      | Voir    |          |
| 2013 | Dario Jean         |         | Voir     |
| 2017 | Ghislain Deschênes |         | Voir     |
| 2021 | Renée Gasse        |         | Voir     |
| Élection partielle en italique Depuis 2005, les élections sont simultanées dans toutes les municipalités québécoises |                    |         |          |